# Ghiacciaio Savage
Il ghiacciaio Savage (in inglese Savage Glacier) è un ghiacciaio situato sull'isola Thurston, al largo della costa di Eights, nella Terra di Ellsworth, in Antartide. Il ghiacciaio, il cui punto più alto si trova a circa 110 m s.l.m., fluisce verso est partendo dall'estremità meridionale della penisola Tierney fino a entrare nella baia Seraph.

## Storia
Il ghiacciaio Savage è stato scoperto grazie a voli di ricognizione effettuati con elicotteri partiti dalla USS Glacier, nel corso della spedizione della marina militare statunitense (USN) nel Mare di Bellingshausen nel febbraio 1960. Esso è stato poi così battezzato dal Comitato consultivo dei nomi antartici in onore del tenente della USN John Savage, ufficiale dentistico a bordo della Glacier, che diede aiuto nella creazione di punti di controllo geodetici in quest'area.